# Serbia i Czarnogóra
Serbia i Czarnogóra (serb. Србија и Црна Гора / Srbija i Crna Gora), Związek Państwowy Serbii i Czarnogóry (serb. Државна Заједница Србија и Црна Гора / Državna Zajednica Srbija i Crna Gora) – dawne państwo w Europie Południowej, powstałe 4 lutego 2003 roku w miejsce dotychczasowej Federacyjnej Republiki Jugosławii i istniejące do 5 czerwca 2006 roku, kiedy po proklamowaniu niepodległości przez Czarnogórę (3 czerwca 2006) parlament Republiki Serbii uznał Serbię za prawnego kontynuatora państwowości Serbii i Czarnogóry.

## Geografia
- Lokalizacja: południowo-wschodnia Europa
- Stolica: Belgrad
- Całkowita granica lądowa: 2246,00 km
- Długość wybrzeża: 199,00 km
- Długość granic z sąsiadującymi państwami:
  - Albania 287 km
  - Bośnia i Hercegowina 527 km
  - Bułgaria 318 km
  - Chorwacja 266 km
  - Macedonia 221 km
  - Rumunia 476 km
  - Węgry 151 km
- Najwyższy punkt: Đeravica (Gjerovica) 2656 m n.p.m.
- Najniższy punkt: Morze Adriatyckie 0 m n.p.m.
- Kod samochodowy: SCG

Ważniejsze miasta: Belgrad, Kragujevac, Nisz, Nowy Sad, Pančevo, Podgorica, Subotica.

## Środowisko naturalne
Parki Narodowe na terenie Serbii i Czarnogóry:
- Serbia
  - Đerdap (Nacionalni Park Đerdap) – 63,7 tys. ha
  - Kopaonik (Nacionalni Park Kopaonik) – 11,8 tys. ha
  - Tara (Nacionalni Park Tara) – 19,2 tys. ha
  - Sar Planina (Nacionalni Park Sar Planina) – 39 tys. ha
  - Fruška gora (Nacionalni Park Fruška Gora) – 25,4 tys. ha
- Czarnogóra
  - Durmitor (Nacionalni Park Durmitor) – 39 tys. ha
  - Lovcen (Nacionalni Park Lovcen) – 6,4 tys. ha
  - Biogradska gora (Nacionalni Park Biogradska gora) – 5,4 tys. ha
  - Jezioro Szkoderskie (Nacionalni Park Skadarsko jezero) – 40 tys. ha

## Religia (2000)
- Prawosławie: 54,36%
- Islam: 16,2%
- Katolicyzm: 5,12%
- Protestantyzm: 2,15%:
  - Zielonoświątkowcy: 0,9%
  - Luteranizm: 0,5%
  - Kalwinizm: 0,2%
- Świadkowie Jehowy: 0,1%[1]

## Historia
Porozumienie z 14 marca 2002 roku, wynegocjowane za pośrednictwem Unii Europejskiej, podpisane przez prezydenta Jugosławii Vojislava Koštunicę i prezydenta Czarnogóry Mila Đukanovicia, przewidywało utworzenie przez Serbię i Czarnogórę luźnej federacji pod nazwą „Serbia i Czarnogóra”. 9 kwietnia 2002 roku parlamenty obu republik opowiedziały się za porozumieniem. Po 3 latach obie republiki miały prawo rozpisać referenda w sprawie ogłoszenia własnej niepodległości. Federalny parlament jugosłowiański uchwalił, po dziewięciomiesięcznych negocjacjach, akt konstytucyjny, proklamowany 4 lutego 2003 roku.
Nowe państwa miały wspólne:
- prezydenta federalnego i 4 ministrów
- jednoizbowy parlament
- politykę obronną
- politykę zagraniczną
- miejsce w ONZ

Osobne natomiast były:
- urzędy prezydentów
- rządy
- parlamenty
- waluta (Serbia – dinar serbski, Czarnogóra – euro)
- służby celne
- policja
- Sąd Konstytucyjny
- polityka gospodarcza

Istnienie federacji stanęło pod znakiem zapytania 21 maja 2006 roku, gdy mieszkańcy Czarnogóry w referendum opowiedzieli się za separacją i powołaniem niezależnego państwa. Rozpad stał się faktem 3 czerwca 2006 po ogłoszeniu Deklaracji Niepodległości przez parlament Czarnogóry.

## Podział administracyjny kraju
| Nazwa terytorium | Nazwa oficjalna               | Nazwa cyrylicą                | Powierzchnia |
| Serbia           | Republika Srbija              | Република Србија              | 88 361 km²   |
| Czarnogóra       | Republika Crna Gora           | Република Црна Гора           | 13 812 km²   |
| Kosowo           | Kosovo i Metohija             | Косово и Метохија             | 10 887 km²   |
| Wojwodina        | Autonomna Pokrajina Vojvodina | Аутономна Покрајина Војводина | 21 500 km²   |

Flaga Serbii
Flaga Czarnogóry
Flaga Wojwodiny

## Ustrój polityczny
Związek Państwowy Serbii i Czarnogóry była republiką federacyjną. Władza ustawodawcza należała do parlamentu federacyjnego, tzw. Rady Obywatelskiej i Rady Republik (od 2005 nie funkcjonowały z powodu bojkotu ze strony Czarnogóry). Rada Obywatelska składała się ze 138 członków (108 Serbia i 30 Czarnogóra), wybieranych w wyborach bezpośrednich, natomiast Rada Republik składała się z 40 członków, mianowanych po połowie przez parlamenty krajowe Serbii i Czarnogóry. Obie republiki federacji miały własne parlamenty, prezydentów i rządy. Prezydent federacji był wybierany wspólnie przez Radę Obywatelską i Radę Republik. Władzę wykonawczą sprawował rząd federalny.